# 二元上場会社
二元上場会社（にげんじょうじょうがいしゃ、dual-listed company, DLC）とは、2つの上場会社が異なった株主集団をもち、所有権を共有する一体の事業集団を運営する企業構造である。

## 概要
通例の経営権取得においては、一つの事業体がもう一つの事業体の株式を取得する。一方、二元上場会社が創設されるときは、両社とも存続し、株主集団は別個であるが、両社の株主は営業される事業のすべての所有権にともなうリスクと恩典を固定された割合で分け合うことに合意している。これは複雑ないくつもの契約群により取り決められる。たいてい両社は単一の取締役会と統合された経営構造を持つ。
実質上すべての場合、両社は別の国で上場される。会社が二元上場を選ぶのには、管轄国を選ぶ納税上の理由がしばしばあるが、いったん二元上場するとそれを取り消すには大規模な納税上の障害が起こり得る。国の誇りの問題が時に巻き込まれる。両者が合併や企業買収で強い立場であり、合併を必ずしも要しない場合である。事業が小規模で、企業を「失いたく」ないような国では、二元上場はより容易である。二元上場会社はジョイント・ベンチャーに似たところがあるが、単一のプロジェクトだけではなくすべての保有資産を共有するのである。

## 例
大手の二元上場会社をいくつか以下に列挙する。特記すべきことの一つは、主要な二元上場会社にはイギリスの会社が参加していることである。
- BHPグループ（ オーストラリア／ イギリス、鉱業）
- カーニバル（ パナマ〈 アメリカ合衆国〉／ イギリス、客船クルーズ）(en:Carnival Corporation & Plc)
- リオ・ティント（ イギリス／ オーストラリア、鉱業）

### 過去
- ロイヤル・ダッチ・シェル（ オランダ／ イギリス） - 石油関連は現在、単一法人。
- トムソン・ロイター（ カナダ／ イギリス、メディア） - 2009年に二元上場会社だった加Thomson Reuters Corporationと英Thomson Reuters PLCが統合され、イギリス法人が上場廃止し、現在はカナダ法人のみがトロント証券取引所とニューヨーク証券取引所に上場している。
- レレックス・グループ（ イギリス／ オランダ、出版）(en:Reed Elsevier)
- ユニリーバ（ オランダ／ イギリス、化学・日用品）(en:Unilever)

## 2つ以上の証券取引所に上場している会社
多数の会社が2つ以上の証券取引所に上場している。たいてい、各取引所の株は同一の会社の株であり、二元上場とは違う。このような場合「共通上場」 (co-listing、きょうつうじょうじょう) という用語がしばしば用いられる。一般的には、そのような会社の「第一上場」は会社の登記国の証券取引所で行われるが、「副次上場」は他国の取引所で行われる。共通上場は小さい市場から始まり大きな市場に成長した企業に特によくみられる。例えば、カナダの大企業がトロント証券取引所に加えてニューヨーク証券取引所に共通上場する場合である。
また、東京と名古屋、中国の上海と香港など、「重複上場」（ちょうふくじょうじょう）の場合もある。
ただし、「二元上場」という用語は通俗的には「共通上場」または「交差上場」 (cross-listing、こうさじょうじょう) の意味で使われることがあり、混乱の原因となる。